# Medîsivka, Teofipol
Medîsivka (în ucraineană Медисівка) este un sat în comuna Havrîlivka din raionul Teofipol, regiunea Hmelnîțkîi, Ucraina.

## Demografie
Componența lingvistică a localității Medîsivka
     Ucraineană (99,68%)
     Alte limbi (0,32%)
Conform recensământului din 2001, majoritatea populației localității Medîsivka era vorbitoare de ucraineană (99,68%), existând în minoritate și vorbitori de alte limbi.